# Джоши, Ягья Радж
Ягья Радж Джоши (непальск. यज्ञराज जोशी; род. 7 апреля 1950, д. Бхатекхола, Баджханг, Сети, Непал) — непальский политический и государственный деятель, губернатор Карнали-Прадеш (с 2024).

## Биография
Родился 7 апреля 1950 года в деревне Бхатекхола, район Баджханг, зона Сети, Непал.
Окончил Университет Трибхуван в Катманду, после чего начал карьеру государственного служащего. В ранние годы своей карьеры работал в издании «Mahakali Saptahik», а затем вступил в политическую партию «Непальский конгресс», от которой впоследствии был избран главой муниципалитета Бхимдатта.
1 августа 2024 года президент Рам Чандра Паудел назначил его преемником Тилака Парияра на посту губернатора Карнали-Прадеш по рекомендации правительства Непала.